# Kabhi Khushi Kabhie Gham...
Kabhi Khushi Kabhie Gham... (in hindi कभी ख़ुशी कभी ग़म..., A volte felicità, altre volte tristezza...), conosciuto anche come K3G, è un film diretto da Karan Johar. È una commedia bollywoodiana. Fu distribuito il 14 dicembre 2001 in India e negli stati con un alto tasso di popolazione di etnia indiana.

## Trama
La famiglia Raichand è una delle più ricche di Delhi. Vive in base a valori fortemente patriarcali e tradizionalisti, in cui è il capofamiglia a compiere le scelte, aspettandosi deferenza e obbedienza.
È composta dal padre Yash, dalla madre Nandini, dal figlio di circa 20 anni Rohan e dalle madri dei due coniugi. C’è un altro figlio, Rahul, molto più grande di Rohan, con il quale la famiglia non ha contatti da 10 anni.
Rohan torna a casa per il Diwali [importante festività induista per cui le famiglie si riuniscono] dal prestigioso college inglese che è stato costretto a frequentare, appunto, negli ultimi 10 anni. Origliando una conversazione tra le due nonne, apprende per la prima volta il motivo della sparizione dell’amato fratello maggiore: un litigio con il padre a causa di un matrimonio che la famiglia disapprovava. Rohan scopre inoltre che Rahul è stato adottato da neonato, cosa di cui era l’unico ad essere all’oscuro. Mostrandosi alle nonne, promette di riunire la famiglia e porre fine al dolore inespresso che questa spaccatura ancora provoca in tutti.
La storia torna indietro al Diwali di 10 anni prima: è Rahul, all’epoca giovane studente, a tornare a casa dal college inglese, per la gioia di tutti (Khabhi khushi khabie gham). Frequenta la casa anche un’amica d’infanzia di Rahul, la bella e sofisticata Naina, figlia di un socio in affari di Yash. 
Poco tempo dopo Rahul incontra per caso Anjali, una giovane pasticcera che vive con l’anziano padre e la sorellina Pooja. La zia di Anjali, Sayeeda, lavora come governante nella magione dei Raichand. 
In seguito ad un equivoco Anjali si trova a conversare con Rahul credendo che lui sia il promesso sposo della cugina, si pone quindi in modo molto più amichevole e rilassato di quanto farebbe se sapesse che si tratta di un rampollo dell’alta società. I suoi modi vivaci e solari non solo divertono Rahul, ma lasciano un segno nei suoi pensieri. Poco tempo dopo si tiene a casa Raichand la festa di compleanno del patriarca (Say shava shava). Durante la festa Anjali fa una maldestra comparsata per consegnare dei dolci, scoprendo così la vera identità di Rahul.
Poco tempo dopo Rahul invita Anjali ad una festa di quartiere con la scusa di accompagnare i rispettivi fratellini. Inizialmente la ragazza, ingenua e di mentalità tradizionalista, scambia le attenzioni di lui per un raggiro volto a impadronirsi della sua pasticceria, ma confidandosi con la cugina Ruksar comprende che il suo interesse è di natura romantica. I due cominciano così a sognare questo amore, per quanto sappiano che la famiglia di lui non accetterebbe mai a causa della loro differenza di estrazione sociale (Suraj hua maddham). Approfittano della festa di matrimonio di Ruksar per avvicinarsi ancora di più (Yeh ladhka hai Allah).
I padri di Rahul e Naina prendono accordi per un loro fidanzamento ufficiale. Quando Yash durante una riunione di famiglia lo rivela a tutti, Naina comprende dalla reazione di Rahul di non essere amata. Decide quindi di affrontarlo in privato, gli rivela di averlo sempre amato e di aver sperato in questo momento per anni, ma proprio per questo non vuole che lui la sposi perché costretto e lo incoraggia anzi a lasciarsi guidare dall’amore. 
Rahul dichiara invece a suo padre che per lealtà e riconoscenza nei suoi confronti obbedirà alle tradizioni e sposerà la donna scelta per lui.
Il giorno stesso, però, il padre di Anjali muore improvvisamente. Rahul non può lasciare sola la ragazza che ama, per di più con la piccola sorella a carico, e la sposa subito, per poi informare la famiglia soltanto dopo.
Yash va su tutte le furie, ferisce Rahul rimarcandogli la sua condizione di figlio adottato e li manda via di casa. La giovane coppia ottiene la benedizione di Nandini, ma la mancanza della benedizione del suocero fa soffrire enormemente Anjali. Nandini prega Sayeeda di andare con loro per continuare a dare a Rahul le cure e l’affetto di una madre. 
Rahul si congeda da Rohan, che sta per partire controvoglia per il college inglese, e gli raccomanda di seguire sempre il suo cuore per vincere ogni sfida della vita.
La storia torna al presente, con Rohan cresciuto che indaga su dove sia andato Rahul e scopre che si è trasferito a Londra, dove lui e Anjali hanno anche avuto un figlio, Krish. Convince quindi il padre a mandarlo nuovamente in Inghilterra per conseguire il prestigioso MBA, come da tradizione di famiglia. 
Giunto a Londra, Rohan rintraccia Pooja, diventata una bellissima studentessa che fa strage di cuori con i suoi modi aggressivi e il suo stile moderno e seduttivo (Deewana hai dekho). Rohan le rivela la propria identità e ottiene il suo aiuto per riunire la famiglia. Pooja convince quindi Rahul ad accoglierlo come ospite in casa loro, presentandolo come il fratello di un’amica. Rahul non lo riconosce a causa dell’enorme cambiamento fisico che ha compiuto. 
Pooja comincia a provare interesse verso Rohan, anche a causa del fatto che lui sembra invece l’unico ragazzo ad avere a che fare con lei senza secondi fini, ma ben presto diventa evidente come il sentimento tra i due sia reciproco (You are my soniya). 
E’ Karwa chauth [festività induista dell’amore coniugale che include rituali di reciproca devozione tra marito e moglie e scambi di doni tra donne, in particolare tra suocera e nuora]. Sia la festa in grande stile a casa Raichand, sia la partecipazione della famiglia londinese alla celebrazione presso l’associazione NRI [indiani emigrati] che Anjali frequenta con fervore sono velate di malinconia e nostalgia (Khabhi khushi khabie gham - sad version). Rohan con uno stratagemma mette in comunicazione telefonica Anjali e Nandini che, pur ignare delle rispettive identità, si scambiano l’affetto familiare di cui tanto sentono la mancanza. Durante la festa Rohan e Pooja si sfidano reciprocamente a confessare i rispettivi segreti: Rohan fa gli auguri ad alta voce “a mio fratello e mia cognata”, ma le sue parole non sorprendono nessuno perché non vengono prese alla lettera [a causa dell’usanza indiana di chiamare qualsiasi persona cui si voglia dimostrare rispetto o affetto “figlio/a”, “fratello/sorella” o “zio/a” a seconda della differenza di età]. Pooja è comunque costretta a rivelare il suo amore per Rohan (Bole chudiyan).
Poco tempo dopo Rohan viene riconosciuto da Sayeeda, con la quale si tradisce chiamandola con il nomignolo che usava da bambino, e infine da Rahul, quando Krish dopo un saggio scolastico racconta di aver ricevuto da Rohan lo stesso consiglio che Rahul gli aveva dato 10 anni prima. 
Rohan invita i genitori a trovarlo a Londra, il suo scopo è in realtà quello di farli incontrare a sorpresa con Rahul, Anjali e Krish. Mentre Nandini si scioglie subito in lacrime di felicità riabbracciando il figlio e scoprendo di essere diventata nonna, Yash resta irremovibile e non fa che andare in collera anche con Rohan, il quale torna a Delhi con i genitori.
Yash e Rahul vengono incoraggiati a superare l’orgoglio e fare un passo l’uno verso l’altro rispettivamente da Rohan e Anjali, la quale tra l’altro ha nostalgia dell’India, si sente ancora in difetto nei confronti dei suoceri e sogna di entrare a casa Raichand da nuora rispettata e benvoluta. 
Poco tempo dopo viene a mancare la madre di Yash, che tanto aveva desiderato il ritorno dell’adorato nipote, e Rahul va al funerale insieme al padre e al fratello. La sera stessa, Nandini affronta per la prima volta in vita sua il marito, esprimendo la sua disapprovazione per il modo in cui ha ripudiato Rahul e ha mantenuto questa spaccatura della famiglia per tutto questo tempo. Nel frattempo Rohan e Pooja riescono a convincere Rahul a far visita a casa una sola volta per amore di sua madre. Lì egli trova Yash in lacrime di fronte ad una grande fotografia incorniciata dei due figli, risalente a poco prima del litigio. I due si riconciliano, con Yash che finalmente riesce a esprimere il suo amore per il figlio e ad accogliere non solo Anjali, ma anche Pooja come nuore. 
Mentre scorrono i titoli di coda, i due matrimoni vengono festeggiati in grande stile.  

## Colonna sonora
L'album contenente la colonna sonora del film è stato prodotto da Jatin Lalit e pubblicato dalla Sony Music nel 2001.
Per ogni traccia sono indicati i relativi interpreti.
1. Kabhi Khushi Kabhie Gham – 7:55 – Lata Mangeshkar
2. Bole Chudiyan – 6:50 – Kavita Subramaniam, Alka Yagnik, Sonu Nigam, Udit Narayan, Amit Kumar
3. You Are My Soniya – 5:45 – Alka Yagnik, Sonu Nigam
4. Suraj Hua Madham – 7:08 – Alka Yagnik, Sonu Nigam
5. Say Shava Shava – 6:50 – Alka Yagnik, Udit Narayan, Sudesh Bhosle, Aadesh Shrivastava, Sunidhi Chauhan, Amitabh Bachchan
6. Yeh Ladki Hai Allah – 5:28 – Udit Narayan, Alka Yagnik
7. Kabhi Khushi Kabhie Gham - Sad (Part 1) – 1:53 – Sonu Nigam
8. Deewana Hai Dekho – 5:46 – Kareena Kapoor, Alka Yagnik, Sonu Nigam
9. Kabhi Khushi Kabhie Gham - Sad (Part 2) – 1:53 – Lata Mangeshkar
10. Soul of K3G – 2:18 – Instrumental
11. Vande Mataram – 4:15 – Usha Uthup, Kavita Subramaniam
12. Wah Wah Ramji – 1:00 – Sonu Nigam

## Incassi
Il buget del film è stato stimato per 440.000.000 rupie e ha avuto un ricavo di 11.329.690 $.